# Tóth Enikő (színművész)
Tóth Enikő (Szerencs, 1959. szeptember 11. –) magyar színésznő, szinkronszínész.

## Életpályája
A Magyar Televízió 1977-es Ki mit tud? című tehetségkutató műsorban volt először látható, vers kategóriában indult. 1981-ben a Színház- és Filmművészeti Főiskola színész szakán végzett. 1981 óta a budapesti Madách Színház színésznője volt. Előnyös nőies külső adottságai sokban meghatározták szerepkörét, bár főként komédiákban volt látható, de más műfajokban is bizonyíthatta tehetségét. Játszott A salemi boszorkányok, a Jutalomjáték, a Játék a kastélyban című darabokban. Jelentős szerepe volt A makrancos hölgy Biancája, illetve a Macskák szexis cicája. Legnagyobb sikerét a Páratlan párosban aratta, amit már több mint 25 éve játszik a színpadon. A legnagyobb művészi kihívása a Bolond lány címszerepének megformálása volt. A Madách Színházon kívül a Játékszínben, a Reflektor Színpadon, a Pinceszínházban, a RAM Colosseumban, Székesfehérváron, Tatabányán, Sopronban és Kecskeméten is játszott.
Szépségére a filmesek is hamar felfigyeltek. Még főiskolás volt, amikor már tévéfilmeket forgatott. Játszott A kertész kutyája, a Charley nénje, a Bolondok bálja című filmekben. Műsorvezetőként is kipróbálhatta magát. Székhelyi Józseffel együtt vezették az Egy szoknya, egy nadrág című bolondos divattörténeti sorozatot. A szinkron is gyakran foglalkoztatja. Leggyakrabban Julia Robertsnek adja a hangját. Első alkalommal a Micsoda nő!-ben szinkronizálta. A szinkronrendező azért szemelte ki a feladatra, mert nevetésük és temperamentumuk egyaránt magával ragadó. Többször szinkronizálta már Catherine Zeta-Jonest, emellett számtalan sorozatban is felismerhető volt a hangja.

## Színpadi szerepei
- Karinthy Ferenc–Mikszáth Kálmán: A Noszty fiú esete Tóth Marival... Tóth Mari
- Shakespeare: A makrancos hölgy... Bianca
- Arthur Miller: Salemi boszorkányok... Maet
- Molnár Ferenc: Játék a kastélyban... Annie
- Slade: Jutalomjáték... Sally Baines
- Németh Ákos: Lili Hofberg... Hanna Küstrin
- Christie: A vád tanúja... Greta
- Zempléni–Mészöly: Hoppárézimi!... Konduktornő
- Achard: A bolond lány... Josefa Lantenay
- Higgins: Maude és Harold... Sunshine Dore
- Szép Ernő: Lila ákác... Hédi
- Schönthan - Kellér Dezső: A szabin nők elrablása... Irma
- Kaufman - Hart: Egyszer az életben... Miss Leighton
- Simon: Ölelj át!... Faye
- Miller: Hegyi út... Leach
- Geyer - Katscher - Farkas: Gyertyafénykeringő... Mária
- Anouilh: Becket... Királyné
- Cooney - Chapman: Ne most, drágám!... Jannie McMichael
- Marriott - Foot: Csak semmi szex, angolok vagyunk... Frances Hunter
- Molnár: Nászinduló... Mary Watkins
- Rostand: A sasfiók... Főhercegnő
- Karp: Örömszülők... Alice Sloan
- Simon: Pletyka... Chris Gorman
- Gyurkovics Tibor: Nagyvizit... Klári
- Arthur Miller: Alku... Esther Franz
- Donald Margulies: Vacsora négyesben... Karen
- Neil Simon: A különterem... Mariette
- Peter Shaffer: Black comedy... Clea
- T. S. Eliot: Koktél hatkor... Lavinia Chamberlayne

## Filmjei

### Játékfilmek
- Kabala (1982)
- Csak semmi pánik (1982)
- Szerencsés Dániel (1983)
- Elcserélt szerelem (1984)
- István, a király (1984)
- A menyasszony gyönyörű volt (1987)
- Nyitott ablak (1988)
- Atlantisz - Az elveszett birodalom (2001): Helga Katrina Sinclair
- Előre! (2002)

### Tévéfilmek
- Látástól vakulásig... (1980)
- Szerelmem Elektra (1980)
- Mathiász panzió (1980)
- Gyilkosság a 31. emeleten (1980)
- Rest Miska (1981)
- II. József császár (1982)
- Irány Caracas! (1982)
- Papucshős (1983)
- Mint oldott kéve 1–7. (1983)
- Bolondok bálja (1984)
- Csodatopán (1984)
- Királygyilkosság (1984)
- A láperdő szelleme (1984)
- Francia négyes (1984)
- Györgyike, drága gyermek (1984)
- Széchenyi napjai (1985)
- Akli Miklós (1986)
- A kertész kutyája (1986)
- Földi kacaj (1986)
- Kérők (1986)
- Charley nénje (1986)
- Nyolc évszak 1-8. (1987)
- Fűszer és csemege (1987)
- Ragaszkodom a szerelemhez (1987)
- Randevú Budapesten (1989)
- Oktogon (1989)
- Szindbád nyolcadik utazása (1989)
- Linda (1989)
- Eszmélet (1989-tévésorozat)
- Napóleon (1989)
- Családi kör (1990) Szabadúszó című része
- Esküdtszéki tárgyalás (1991)
- Szakíts helyettem (1991)
- Öregberény 1-21. (1993-1995)
- Pasik! (2001)
- Szerencsi, fel! (2004)
- A mi kis falunk (2017 –)
- Az őrszem
- Voltál-e már boldog Pesten?
- Bikaviadal
- Merénylők
- Rablók
- Három dobás 6 forint
- Haláltánc
- Tüzet viszek!
- Csillagűzött szerető
- Harmódiás és meg kell dögleni
- Egymilliárd évvel a világvége előtt
- A hallgatás ára
- A sárkány menyegzője
- Az áldozat visszatér
- A nagy Romulus
- A kis cukrászda

### Szinkron
- A vágy villamosa
- Augusztus Oklahomában
- Nagy durranás 2. – A második pukk
- A Guldenburgok öröksége
- Twin Peaks
- Megperzselt szívek
- Skippy kalandjai
- A törvény őrei Los Angeles
- Acapulco akciócsoport
- Váratlan utazás
- Quinn doktornő
- Kertváros
- A Frankenberg kastély
- Elképesztő övezet
- Csupa-csupa élet
- Testestől, lelkestől
- Gőg
- Mesék a Végtelen történetből
- Kegyetlen bánásmód
- A Saint Tropez-i csendőr, (Nicole, Lütyő lánya)
- A csendőr New Yorkban
- A csendőr nősül
- Legyetek jók, ha tudtok
- Titanic (tévéfilm)
- Evermoor titkai
- A chateauvalloni polgárok: Catherine Kovalic (Sylvia Zerbib)
- Pokoli torony: Patty Simmons (Susan Blakely)
- Erin Brockovich – Zűrös természet

## Díjai, elismerései
- A Magyar Köztársasági Érdemrend lovagkeresztje (2007)
- Tolnay Klári-díj (2020)
- Taktabáj díszpolgára (2021)[2]
- Kránitz Lajos-díj (2024)[3]